# Quatuor Petersen
Le Quatuor Petersen est un quatuor à cordes allemand fondé en 1979.

## Historique
Le Quatuor Petersen est un quatuor à cordes fondé en 1979 par des étudiants de l'Académie de musique Hanns-Eisler de Berlin-Est, où l'ensemble travaille avec Wolf-Dieter Batzdorf, violon solo de l'Orchestre de l'opéra d'État et leader du quatuor de Berlin, les membres du Quatuor Amadeus, Thomas Brandis (en), Rudolf Koeckert (en) et Sándor Végh,. 
En 1985, le quatuor Petersen est lauréat d'un 2e prix au Concours international de quatuor à cordes d'Évian, puis, en 1986, d'un 1er prix à celui de Florence, et, en 1987, d'un 2e prix au Concours international de musique de l'ARD à Munich.
Avant la réunification allemande, l'ensemble était en résidence à la radio est-allemande de Berlin,.
En 1992, malgré le remplacement par Conrad Muck du premier violon Ulrike Petersen, le quatuor conserve ce nom. Leur carrière se développe et l'ensemble se produit à raison de soixante-dix concerts par an environ, en Europe, aux États-Unis, en Australie et en Corée du Sud, ou lors de divers festivals.
À partir de 2004, le Quatuor Petersen est en résidence à la Philharmonie d'Essen pour trois ans. En 2008, l'ensemble, malgré diverses restructurations, semble cesser ses activités.

## Membres
Les membres de l'ensemble sont ou ont été :
- premier violon : Ulrike Petersen (1979-1982), Conrad Muck (depuis 1992), qui joue un violon Joseph Gagliano (1792)[4] ;
- second violon : Gernot Süssmuth (1979-2000), Daniel Bell (2000-2008), qui joue un violon Vincenzo Sannino (1906)[4], Ulrike Petersen (depuis 2008) ;
- alto : Friedemann Weigle (1979-2007), qui joue un alto anonyme italien du XVIIIe siècle[4], Ula Ulijona (depuis 2007) ;
- violoncelle : Hans-Jakob Eschenburg (1979-2000), Jonás Krejci (2000), Henry David Varema (depuis 2000).

## Créations
Le Quatuor Petersen est le créateur de plusieurs œuvres, de Siegfried Matthus (Das Mädchen und der Tod, 1997), Aribert Reimann (Miniatures, 2005) et Lera Auerbach, notamment,. 

## Discographie
Parmi la discographie de l'ensemble, inaugurée par les premier et quatorzième quatuors à cordes de Beethoven, se distingue en particulier l'intégrale de la musique de chambre d'Erwin Schulhoff.
Sous contrat à partir de 1992 avec le label Capriccio (en), le Quatuor Petersen a enregistré de nombreuses pages du répertoire du XXe siècle, Janáček, Křenek, Pavel Haas, Boris Blacher, Chostakovitch, Schoenberg, Berg, Webern, Dutilleux et Schnittke, en particulier.
Se côtoient également au sein de leur discographie Lekeu, Chausson, Milhaud, Ravel et Franck, ainsi que des quatuors et quintettes de Boccherini, l'Opus 1 de Joseph Haydn et divers quatuors à cordes de Beethoven et Mozart.